# Kościół Przemienienia Pańskiego w Nowym Dworze Gdańskim
Kościół Przemienienia Pańskiego w Nowym Dworze Gdańskim – rzymskokatolicki kościół parafialny znajdujący się w mieście Nowy Dwór Gdański, w województwie pomorskim. Należy do dekanatu Nowy Dwór Gdański diecezji elbląskiej.

## Historia
Pozwolenie na budowę świątyni zostało wydane w 1840 roku. W dniu 26 czerwca tegoż roku władze wydały dekret, w którym zezwoliły na wybudowanie nowego kościoła. Ziemia pod przyszłą świątynię została ofiarowana przez księdza Műlera. W dniu 9 czerwca 1847 roku rozpoczęto pierwsze prace przygotowawcze przed budową kościoła. Wykonano wykopy pod fundamenty i w dniu 22 września 1847 roku został położony kamień węgielny pod przyszłą świątynię. Dalsze prace budowlane zostały przerwane z powodu różnych trudności. W 1850 roku prace ruszyły ponownie. Budowa szła bardzo sprawnie. W dniu 22 listopada 1851 roku budowla została konsekrowana przez biskupa Franciszka Grossmana. Dokument konsekracyjny jest umieszczony dzisiaj w zakrystii świątyni. Do 1908 roku nowodworski kościół był świątynią filialną parafii Tiegenhagen (Żelichowo-Cyganek). W 1909 roku została utworzona samodzielna parafia pod wezwaniem Przemienienia Pańskiego. Świątynia przetrwała II wojnę światową.

## Architektura i wyposażenie

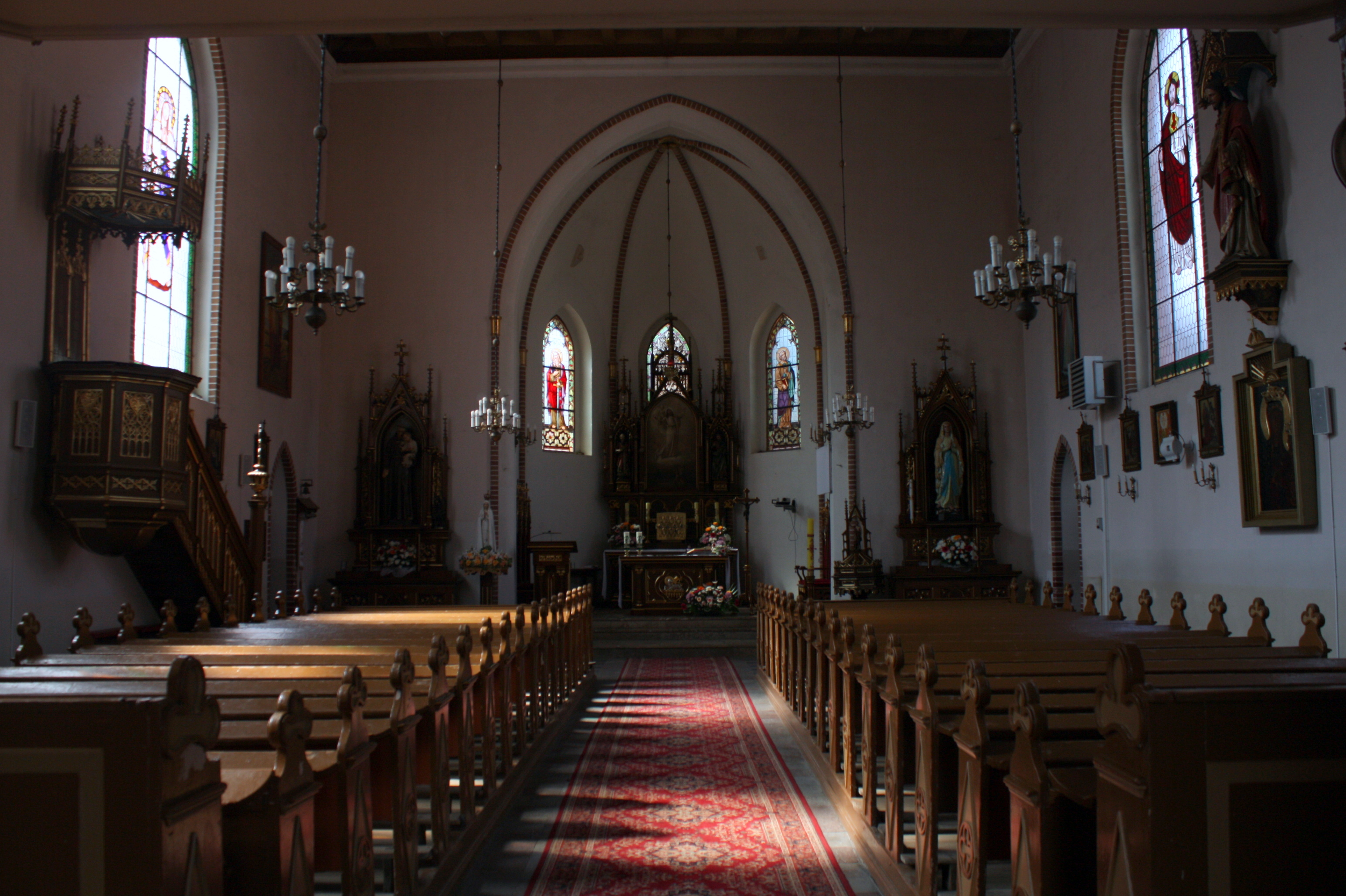
Wnętrze kościoła

Świątynia została wzniesiona w stylu neogotyckim i zaprojektowana przez architekta Klopsha z Gdańska. Kościół jest usytuowany na linii północ - południe, ma 28 metrów długości, 13 metrów szerokości i 10 metrów wysokości od posadzki do stropu. Posiada czworokątną wieżę o wysokości 26 metrów. W ołtarzu głównym można zobaczyć obraz Przemienienia Pańskiego, namalowany w 1872 roku, a także figury świętego Andrzeja i świętego Wojciecha.